# Чевельчанська ЗОШ І-ІІІ ступенів
Чевельчанська ЗОШ І-ІІІ ступенів — загальноосвітня школа, розташована у с. Чевельча, Оржицького району Полтавської області.

## Загальні дані
Чевельчанська ЗОШ І-ІІІ ступенів — загальноосвітня школа, яка розташована за адресою: 37724, вул. Центральна, 31, с. Чевельча, Оржицького району Полтавської області.
У навчальному закладі навчається 138 учнів.
Педагогічний колектив школи — 19 учителів:
Директор навчального закладу — Оксана Іванівна Коврига.

## З історії школи

### Заснування школи
Історія Чевельчанської школи бере початок від школи грамоти, яка існувала ще у 1780 році при збудованій прапорщиком Яковом Кулябкою Миколавській церкві в с. Чевельча, Лубенського повіту. В ній мали право навчатися діти селян-кріпаків. Чевельчани поважали свого пана за його простоту і турботу про них, тому одну із вулиць села назвали Кулябівкою.
У 1913 році на кошти земства та громади було збудовано приміщення початкової школи, в якому було передбачено три класні кімнати і квартира для вчителів. Це була цегляна будівля з покритим залізом дахом. Вона функціонувала до вересня 1943 року, коли була спалена фашистами під час відступу. Навчалося у школі 20-30 селянських дітей, з яких повний курс навчання через використання дитячої праці у домашньому господарстві та неспроможність деяких батьків заплатити за навчання проходили не всі.
У квітні 1919 року згідно Декрету Наркомату освіти школа була відокремлена від церкви. З 20-х років в селі було запроваджено обов’язкове початкове 4-класне навчання дітей.
У 1920 році на території Чевельчанської сільської ради було збудовано ще одне приміщення початкової школи для жителів хуторів Лисевич і Климівка, так як на той час на території сільської ради налічувалося 90-100 дітей молодшого шкільного віку. Для продовження освіти діти змушені були ходити за 8-10 кілометрів у сусідні села. 
У 1931 році у школі було відкрито 5 клас і школа почала функціонувати як семирічна. Був набраний штат учителів, очолив школу учитель історії та географії Коцар Петро Сергійович. У 1934 році зі стін школи вийшов перший випуск у складі 36 учнів, 29 хлопців і 7 дівчат.
У 1938 році було збудовано ще одне шкільне приміщення на дві класні кімнати. Була передбачена також квартира для вчителів. У роки окупації школу було закрито. Учням було запропоновано ходити до школи у Климівку. Долати неблизьку відстань не кожному було під силу, тому більшість учнів під час німецької окупації не навчалися. Заняття було відновлено у жовтні 1943 року.

### Новобудова школи
У 1947 році методом народної будови було зведено ще одне приміщення школи на дві класні кімнати. Але у селі було більше 300 дітей шкільного віку, тому шкільних приміщень катастрофічно не вистачало, не зважаючи на те, що навчання велося у дві зміни. Доводилося орендувати приміщення у селянських хатах, які розташовувалися недалеко від школи.
У 1956 році згідно закону «Про зміцнення зв’язку школи з життям» семирічна школа була перетворена у восьмирічну, а 1 вересня 1957 року було здійснено перший набір до дев’ятого класу. Питання побудови нового шкільного приміщення стало першочерговим. Восени 1957 року було закладено фундамент приміщення середньої школи, де було передбачено сім класних кімнат, учительська, бібліотека, кабінет директора та приміщення для зберігання обладнання. Приміщення було введено в експлуатацію у 1964 році. Одночасно зі школою було побудовано приміщення майстерні, де розмістилися також невелика кухня і їдальня. 
У 1961 році почалася політехнізація школи. Хлопці-випускники разом з атестатом про середню освіту одержували посвідчення тракториста-машиніста, а дівчата – тваринника-механізатра. Навчання у розрізнених приміщеннях, деякі з яких вже не підлягали ремонту, відсутність спортзалу, актового залу утруднювали навчально-виховний процес. Знову постало питання про будівництво нового приміщення школи.

### Школа у ХХІ-столітті
Першого вересня 1994 року під час свята першого дзвінка було закладено перший камінь у його фундамент. Першу чергу будови було введено в експлуатацію у грудні 2002 року, другу – в жовтні 2004 року. Всього на будівництво школи було затрачено 5 млн грн. з державного та обласного бюджетів та близько 2 млн гривен місцевої агрофірми «Зоря». Значну допомогу у будівництві школи надав народний депутат Олег Володимирович Салмін.
З 2006 року школа функціонує як школа-родина. 
Сьогодні Чевельчанська загальноосвітня школа I-III ст. – сучасний заклад освіти, де учням створено практично всі умови для успішного навчання і саморозвитку. У школі є спортивний зал площею 324 кв.м, актовий зал, їдальня на 84 посадкових місць, комп’ютерний клас на 12 місць.
У 2012 році у школі відкрито кімнату-музей історії школи, а у 2014 році – кімнату родинного виховання.

## Директори школи
- Коцар Петро Сергійович (з 1931 р);
- Сукачова Юлія Іванівна (з 1940 р.);
- Сукачов Андрій Анатолійович (з 1943 р.)
- Рибка Борис Кузьмович (з 1946 р.)
- Мартиненко Анастасія Іванівна (з 1951 р.);
- Царинний Григорій Максимович (з 1953 р.);
- Рибка Борис Кузьмович (з 1957 р.);
- Біліченко Григорій Іванович (з 1959 р.);
- Рибка Борис Олександрович (з вересня 1959 р.)
- Царинний Дмитро Григорович (з 1954 р.)
- Попов Олександр Максимович (з 1967 р.);
- Ганнесен Вадим Васильович (з 1974 р.);
- Бондаренко Олександр Дмитрович (з 1977 р.);
- Слинько Віра Іванівна (з 2005 р.);
- Юрченко Юрій Григорович (з 2013 р.);
- Коврига Оксана Іванівна (з 2015 р.)

## Випускники школи
- Безуглий Данило Іванович (1914—1977 рр.) — заслужений діяч мистецтв УРСР, автор картин «Форсування Дніпра», «Т.Г.Шевченко серед казахів», «Ранок на річці Псьол» та інших;
- Лук’ященко Василь Іванович (*1935) — член Міжнародної експертної комісії по аналізу безпеки польотів при експлуатації МКС.
- Дмитренко Микола Михайлович (1920—1941р.) — поет;
- Сукачов Володимир Андрійович (1927—2003р.) — професор, доктор медичних наук, завідувач кафедри невідкладної стоматології Центрального науково-дослідного інституту удосконалення лікарів у Москві;
- Подолянко Павло Ілліч (*1949) — заслужений працівник сільського господарства
- Ковтун Григорій Олександрович (1948—2004 р.) — член-кореспондент Національної АН України, лауреат Державної премії України, зам. Директора Інституту біоорганічної хімії і нафтохімії НАН України;
- Безрук Григорій Антонович (*1948) — заслужений працівник сільського господарства;
- Безрук Володимир Антонович (*1951) — бурильник глибокого буріння скважин на нафту і газ, генеральний директор ОАО «Усинськнафта»;
- Бабич Андрій Федорович (*1955) — співак, має звання Заслуженого і Народного артиста України;
- Юрченко Віктор Анатолійович — Заслужений майстер спорту України, чемпіон світу серед студентів (2000 р.) по пауерліфтингу, срібний призер командного чемпіонату 2005 року, срібний призер чемпіонату «Богатир року» (2007 р.), дворазовий чемпіон світу у команді 2005 р., 2007 р;
- Колісник Микола Іванович — чемпіон з важкої атлетики;
- Царинний Михайло Олександрович – кандидат у майстри спорту з класичної боротьби.
- Жегет Анатолій Григорович (1983) — очолив перший швидкісний потяг Київ-Харків «Столичний експрес»
- Семян Сергій Анатолійович (Отець Арефа) — ієромонах Києво-Печерської Лаври, келар Лаври.